# 이소연 (쇼트트랙 선수)
이소연(1993년 4월 16일~)은 대한민국의 쇼트트랙 선수이다. 세계 선수권 대회에서 여자 계주 은메달 1개를 획득했다.